# Zalla
Zalla es una localidad y municipio de la comarca de Las Encartaciones, en la provincia de Vizcaya, en la comunidad autónoma del País Vasco en España. Distando 24 km de Bilbao dirección oeste, cruzado por las aguas del río Cadagua.

## Toponimia
El gentilicio formal de Zalla en español es zalluco /a (zallatar en euskera), aunque algunos prefieren el término zallense y en menor medida brujo /a.
El origen del topónimo Zalla es totalmente desconocido.

## Geografía
Zalla limita al norte con los municipios de Sopuerta y Galdames; al oeste con Sopuerta y Valmaseda; al sur con el Valle de Mena (Burgos); al sureste con Gordejuela y al este con el municipio de Güeñes.
| Noroeste: Sopuerta | Norte: Sopuerta, Galdames | Noreste: Galdames   |
| Oeste: Valmaseda   |                           | Este: Güeñes        |
| Suroeste Valmaseda | Sur: Valle de Mena        | Sureste: Gordejuela |

### Orografía
Limitando al norte con Sopuerta se encuentran el pico de la Cabaña (535 m), y el pico Artegui (546 m) en donde convergen los límites de Zalla, Sopuerta y Galdames. Entre Ocharan y el río Cadagua se sitúa la sierra de Celadilla, cuyos picos principales son Basoaga (352 m) y Volumbro (316 m). En el sur, lindando con el Valle de Mena y Gordexola, se sitúan de oeste a este Retao (698 m), Espaldaseca (700 m), El Torco (684 m), Rioya (596 m), pico de la Laguna (518 m), Somogudo (448 m), pico Laguna (442 m), y pico Egüen (568 m). Entre éstos y el río Cadagua existe un desdoblamiento de dirección Este - Oeste que se inicia en Somocurcio y comprende las cumbres de El Mazuco (460 m), El Bortal (400 m), y Peña Mayor (370 m).

### Hidrografía
Corre el río Cadagua en un valle estrecho cuyos cúmulos aluviales han formado una vega no muy extensa. Sin embargo, en La Herrera el río prácticamente discurre encajonado. Sus afluentes son arroyos de corto caudal y longitud. El más importante es el Arroyo de Rétola - Erretola que surca un estrecho valle desde Ocharan hasta su desembocadura en el barrio de Lusa. También en Lusa desemboca el Arroyo de San Cristóbal, que baña el barrio del mismo nombre. En Aranguren se encuentra el Arroyo de Maruri. Los arroyos del lado sur son de oeste a este Angostura, que hace frontera con Balmaseda, Celadilla, Fuente Fría, Calleja, Somocurcio, y Encinar de la Cuba. Los de Cachupín y La Tejera son intermitentes.

### Clima
El clima es oceánico, con temperaturas suaves. Presenta inviernos suaves, lo que provoca que el frío y la humedad invernales suelan producir una intensa niebla muy característica del valle. Los veranos son templados. A lo largo del año se caracteriza por una pluviosidad alta

### Barrios
Zalla no está dividida en ningún tipo de entidad sub-municipal, siendo un ayuntamiento totalmente centralizado. Por lo tanto, las siguientes áreas responden únicamente a criterios estadísticos utilizados por el Gobierno vasco (Eustat) y el Gobierno de España (INE). Las zonas del municipio y sus barrios son los siguientes:
- Mimétiz, también conocido, sobre todo en el pasado, como El Corrillo, cuenta con los barrios de San Miguel, Ligueti, Tepeyac, San Pedro, Echalde, San Pedro Zariquete, Artebizkarra, La Vecindad, Landarondo, El Carmen, El Charco, Ibaiondo, Lusa, El Baular, La Magdalena, Bilbato, El Llano y San Cristóbal.
- Aranguren, cuenta con los barrios de Chávarri, Oreña, Ojibar, San Juan, La Inmaculada, El Corso, Mendialde (Penjamo), Muñeran, Lasarte, La Perenal, El Torrejón, El Chacolí, Arangoiti (La Peñorra), Orive y El Barranco.
- La Herrera, con los lugares de Castillo La Piedra, El Nocedal, Venta del Sol, Landazuri, La Mella, Ijalde, Las Pedrajas, Angostura, Landabaso, Basualdo, Bolumburu, Gobeo, Ibarra, La Baluga, Longar y La Presa.
- Sollano, está formado por Gallardi, Llantada, Mendieta, Aréchaga, Uribarri, Allendelagua, La Llosilla, La Peñuela, San Pantaleón, Arzabe, Los Paulinos, La Robla, Cachupín, El Campillo, Codujo y La Torre.
- Ocharán, con Rétola, Calzadilla, Malabrigo, La Lastra, Santibañez, Ahedo, Somovalle, La Flor, La Barga, Laisequilla, Basoaga, Montellano, Ocharán de Arriba, La LLana, El Arroyo y Pajaza.

### Medio ambiente
Un clima moderado favorece la vegetación verde. Los montes están bañados de bosques con especies típicas en regresión como el abedul o el roble y de nueva repoblación de pino y eucalipto. El valle lo forman fundamentalmente praderas muy óptimas para la agricultura típica vasca.
La estación de fruticultura y bodega experimental de la Diputación Foral de Vizcaya en Ibarra es un referente del estudio de la producción de chacolí u otros vinos propios de Vizcaya, ya que Zalla está dentro de la denominación de origen «chacolí de Vizcaya» («Bizkaiko Txakolina»). Zalla forma parte de la Mancomunidad de Las Encartaciones y el sistema de recogida de basuras está gestionado por esta. En el barrio de Malabrigo hay un punto limpio («Garbigune») de recogida de residuos y en Sollano la Depuradora de Aguas del Consorcio de Aguas Bilbao Vizcaya. En la zona de Las Lagunas se instaló el vertedero de residuos industriales.

## Historia

### Prehistoria y Edad Antigua

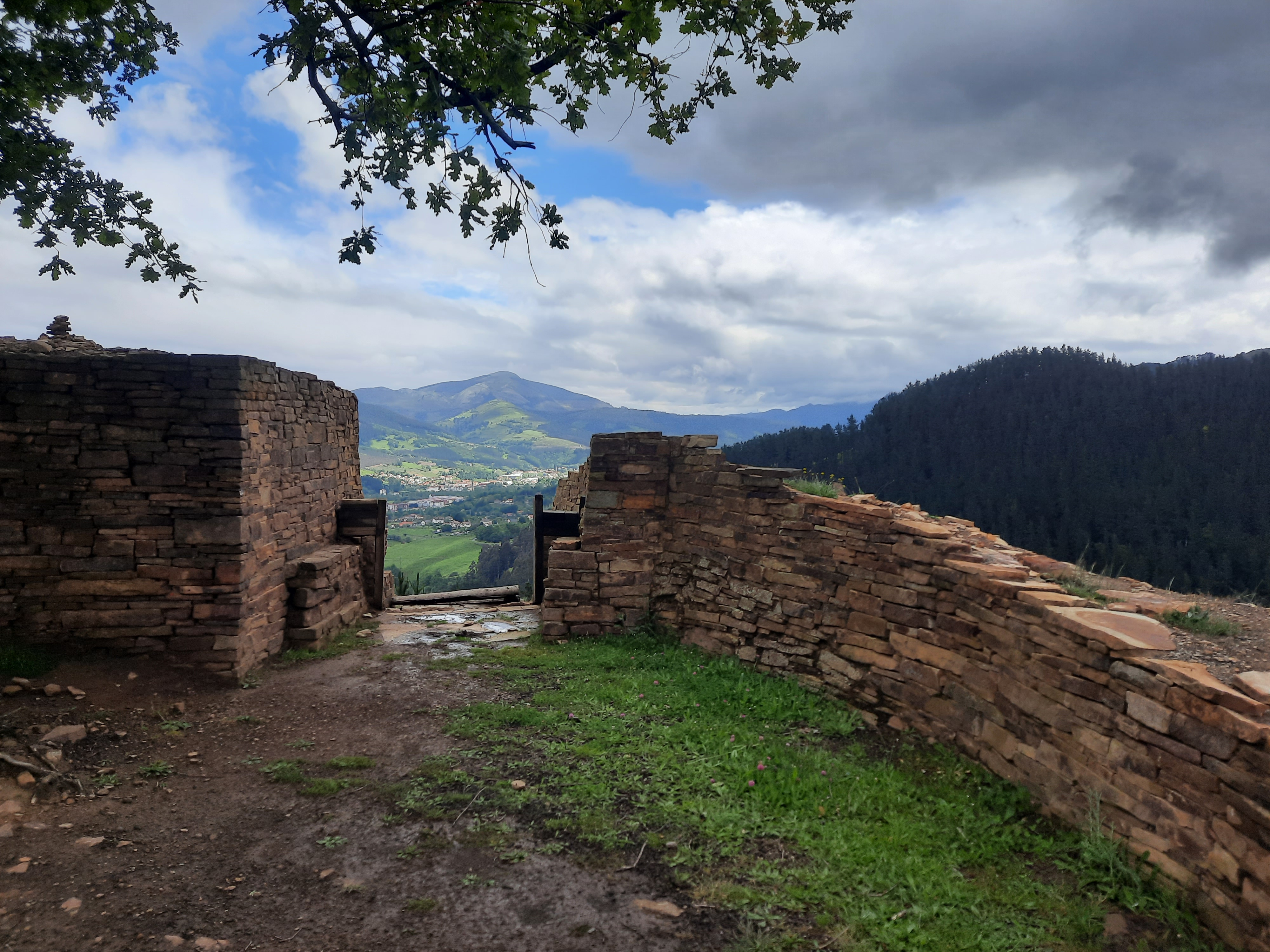
Vista de Zalla desde el poblado autrigón de Bolumburu

Se tienen vestigios de vida humana desde la prehistoria. Fue hallado en 1998 en el municipio un poblado autrigón en forma de poblado amurallado datado en la segunda Edad del Hierro en el barrio de Bolumburu. en un cerro de la sierra de Celadilla de 320 metros de altitud. Sus pobladores lo eligieron por ser un lugar estratégico, pues desde allí se domina el Valle del Cadagua. Data de entre los siglos IV a. C. y I d. C.. Abarca una superficie de unos 4000 metros cuadrados, y posee un foso en la cada sur del castro. El muro podría alcanzar en ocasiones los tres metros de ancho y una altura estimada de unos cinco metros. En su interior hubo cabañas, cobertizos y talleres. Su modo de vida se basaba en la agricultura, recolección de frutos silvestres y la metalurgia del hierro. En Zalla también se han encontrado restos de la antigua calzada romana que se dirigía a Flaviobriga (Castro Urdiales) desde Uxama Barca.

### Edad Media

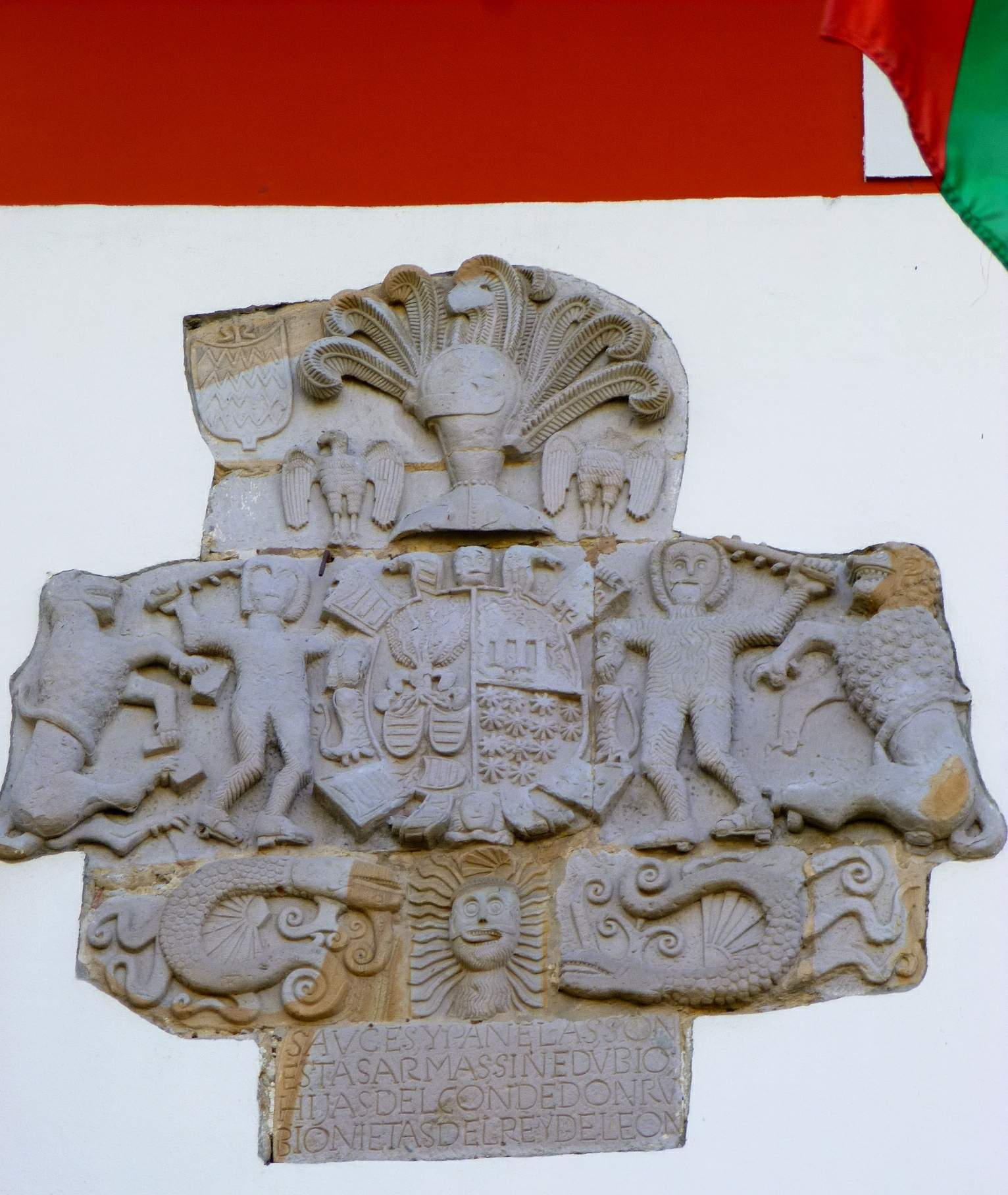
“Sauces y panelas son
estas armas sine dubio
hijas del conde don Rubio,
nietas del rey de León”
Palacio Murga, sede del Ayuntamiento de Zalla

En el siglo VIII, Zalla formaba parte del reino de Asturias. Las crónica de Alfonso III cita la repoblación de la zona en época de Alfonso I El Católico. En el siglo IX pertenecía al reino de León cuando el conde don Rubio se asentó en el valle de Salcedo a mediados del siglo X. En el lugar de Aranguren (hoy en el límite entre Güeñes y Zalla) construyó la torre de Aranguren, hoy desaparecida. Por tanto, durante la Plena Edad Media estuvo dominada por el linaje de los Salcedo, parte de los Ayala. A principios del siglo XI pertenecía al reino de Pamplona, integrándose en el reino de Castilla en la segunda mitad del siglo y definitivamente a mediados del siglo XII.
En el siglo XII aparece Zalla en los documentos. En este siglo se edificó la primera parroquia de San Miguel. Si el dato fuera fidedigno, significaría una explosión demográfica en el centro de las Encartaciones. Paralelamente, poseemos un dato indirecto de la población de Zalla en esta centuria. La escultura de San Pedro en la ermita de San Pedro Zariquete, fechado en los s. XII-XIII, y perteneciente a estilo románico de transición al gótico, parece ratificar la hipótesis. Además las excavaciones realizadas por Iñaki García Pereda en esa ermita han permitido detectar un muro de los s. XII-XIII, que pudiera corresponder al basamento de un ábside de planta cuadrada, los enterramientos en lajas, adosados al mismo, que por similitudes de otros ejemplos detectados en Cantabria, pueden datar de los siglos XII–XIII. En caso de que se confirmaran estos datos, la hipótesis de un crecimiento demográfico es palpable, encuandrándose en lo que a nivel europeo se ha llamado Renacimiento del siglo XII.
A partir del siglo XIII comenzaron a surgir divergencias entre los linajes, separándose los Salcedo de los Ayala. En la Baja Edad Media, por tanto, sufrió con especial virulencia la crisis medieval, siendo escenario constante de las Guerras de bandos. Zalla aparece citada en las Bienandanzas e fortunas de Lope García de Salazar, donde narra varios enfrentamientos armados esencialmente entre los linajes de Salazar y Marroquín (emparentados ambos con los Salcedo), que se disputaron el control del territorio de Zalla durante el siglo XV involucrando a otros múltiples linajes. Resultado de estas contiendas se levantaron en Zalla diversas casas-torre, algunas de las cuales se conservan hoy como la casa-torre de Maruri, una construcción defensiva de estilo gótico-renacentista, fechada en el siglo XV o el siglo XVI y está calificada de interés territorial. Los enfrentamientos concluyeron con la promulgación de los Capitulados de Garci-López de Chinchilla por parte de los Reyes Católicos en los años de 1480 y, paulatinamente, con el fortalecimiento de las instituciones locales. En este contexto surge la institución de la alcaldía, teniendo en cuenta que ya había sido aprobado en 1394 el primer Fuero de Las Encartaciones y Zalla formaba parte de la Junta de Avellaneda desde entonces como concejo. Zalla fue y es paso de una variante del Camino de Santiago de la Costa.
La siguiente referencia documental encontrada respecto a Zalla data de 1406, de un apeo de límites efectuada conjuntamente por el Valle de Salcedo y Gordexola respecto de la tierra de Oquendo. En ese documento se citan a Zalla y Güeñes como integrantes del Valle de Salcedo.

### Edad Moderna

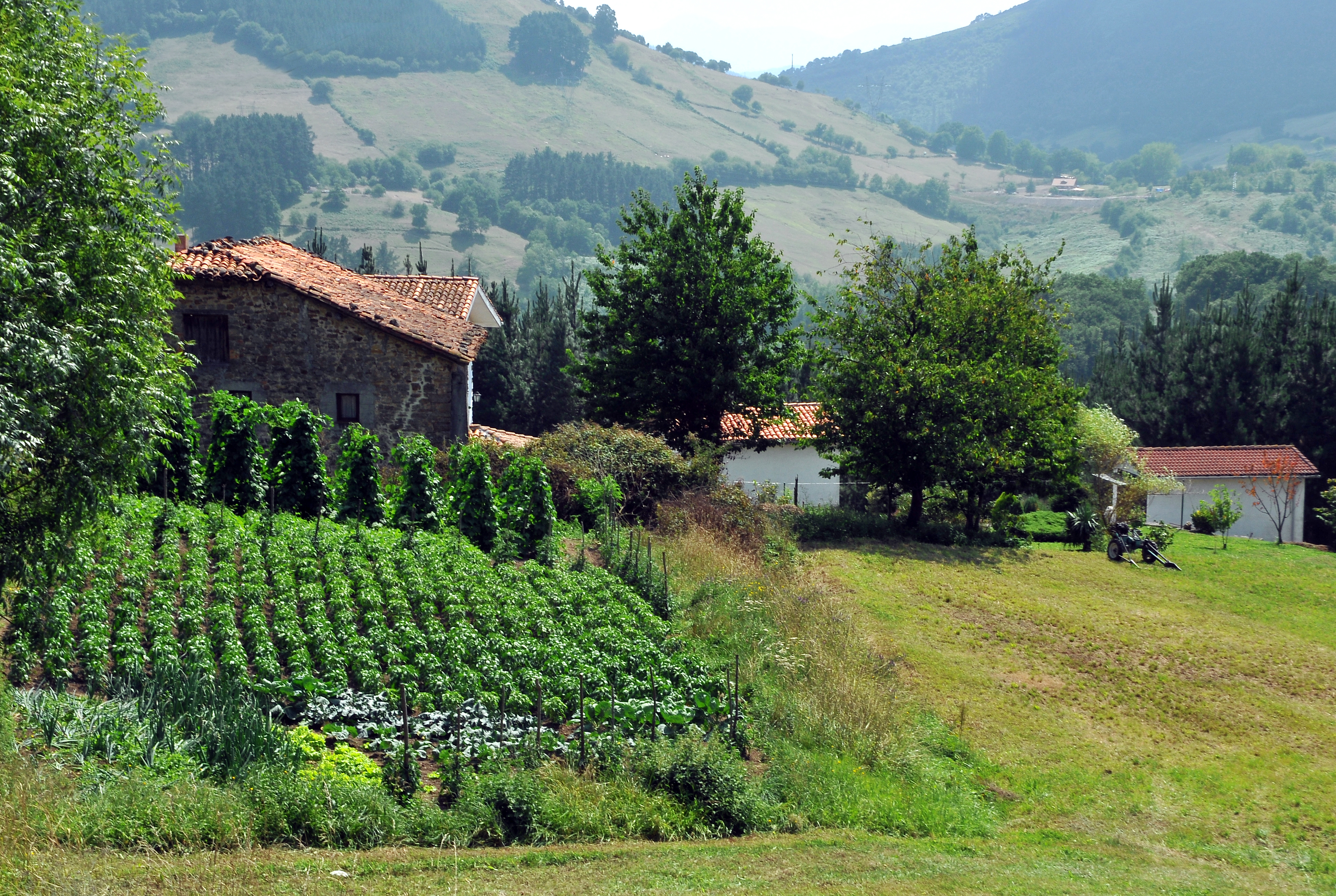
Vista de cultivos en el barrio de Santibáñez, Ocharán

El concejo de Zalla se reunía frente a la iglesia matriz de San Miguel. Tenía un alcalde que impartía justicia en primera instancia como representante del Rey, cargo que se conseguía por designación real, pero que con el tiempo pasó a conseguirse mediante compra de la vara por hombres influyentes a la Corona. Felipe III concedió a la poderosa familia Lezama el privilegio de ostentar la alcaldía de forma vitalicia y hereditaria. Esta situación se mantuvo hasta que los vecinos de Zalla reunidos en asamblea decidieron comprar ellos mismos la vara de Alcalde, que les fue concedida en 1694 por Carlos II, lo que les facultaba a nombrar a su Alcalde. Además del alcalde, el síndico era quien representaba a Zalla en la Junta de Avellaneda, regía el Ayuntamiento y se encargaba de la hacienda municipal, además de otros ocho regidores, todos ellos nombrados por insaculación por un mandato anual. Sin embargo, como para ostentar la alcaldía era requisito saber leer y escribir, este cargo siguió siendo dominado por familias importantes.
En 1630 Zalla decide unirse a la Junta de Guernica como anteiglesia independiente de la Junta de Avellaneda, abandonándola en 1740 por desavenencias con el Gobierno vizcaíno. En 1800 es obligada por decreto real definitivamente a unirse a él como todas Las Encartaciones.
Durante toda la Edad Moderna Zalla sustentaba su economía en la producción siderúrgica tradicional con diversas ferrerías a las orillas del Cadagua, así como con la producción de harina en molinos hidráulicos. También tuvo relevancia en la agricultura la producción de maíz y chacolí y se vio afectada de alguna forma por el comercio que pasaba por la aduana de Valmaseda desde Castilla hasta el puerto de Bilbao. En 1704 Zalla contaba con 173 hogares, según se desprende de la fogueración efectuada en el citado año en toda Vizcaya. La mayor parte de la población se dedicaba a la labranza bajo alquiler, siendo la propiedad de la tierra dominada por unos pocos mayorazgos.

### Edad Contemporánea
La guerra de la Independencia española se dejó sentir en Zalla. Tras la caída de Bilbao a manos francesas el 2 de noviembre de 1808, la Grande Armée saqueó Zalla quemando y robando las riquezas de las iglesias de San Miguel, Santiago y Santa Isabel, creando un enorme trastorno a la población y a su modo de vida. El Concejo y los particulares tuvieron que abastecer a las tropas francesas, llevando a muchos y al propio Ayuntamiento a la quiebra. Del mismo modo las guerras carlistas se hicieron notar en el municipio, siendo escenario de maniobras y acantonamientos militares sobre todo durante los dos sitios de Bilbao entre 1835 y 1836 y de nuevo en 1874. La primera mitad del siglo XIX fue tiempo de crisis en Zalla. Adoptó por primera vez el sistema municipal liberal en 1841 tras la primera guerra carlista, aunque cambió al tradicional según las circunstancias.
Entre 1846 y 1850 Pascual Madoz describió a Zalla en su famoso diccionario de la siguiente manera:

Concejo con ayuntamiento en la provincia de Vizcaya (a Bilbao 4 leguas), partido judicial de Valmaseda (1 legua), audiencia territorial de Burgos (23 leguas), capitanía general de las Provincias Vascongadas (a Vitoria 14 leguas), diócesis de Santander (12 leguas). Situación al límite SE de las Encartaciones en un valle que el rio Cadagua atraviesa. Su clima es templado y saludable, y los vientos reinantes N, O y NO. Tiene 20 lugares, 17 barrios y 23 caseríos, que están distribuidos bajo 3 parroquias, San Miguel de Zalla, Santiago de Ocharán y Nuestra Señora de la Peña de Herrera; las dos últimas anejas de la primera, y las 3 servidas por 4 beneficiados que provee en concurso el obispo de Santander. Existen además 8 ermitas; 5 en la matriz, 2 en el anejo de la Peña y una en Ocharán. Tiene casa consistorial y escuela de primeras letras con casa propia, de pía fundación, a la cual concurren 36 niños y 40 niñas, cuyo maestro está dotado con 4500 reales. El término se extiende cerca de 2 leguas de N a S y 2 de E a O, con 6 de circunferencia. Confina al N con Güeñes y Sopuerta; E Gordejuela; S Valmaseda y O Arcentales. Participa de monte y llano, lo cual forma una paisaje muy ameno que fertiliza el rio Cadagua, con puente de piedra de 3 arcos. El terreno es de buena calidad y feraz, con mucho arbolado que se destina a maderas de construcción y carboneo. Caminos: atraviesa en dirección NS la carretera que de Castro-Urdiales va por Valmaseda a Burgos, y por la SO la que de iguales puntos sale de Bilbao. El correo se recibe de la capital del partido. Producción: trigo, maíz, legumbres, frutas, vino chacolí de muy buena calidad y abundantes pastos, con el que sostiene bastante número de ganado vacuno, de cerda y algo de lanar. Hay caza mayor y menor, y pesca de anguilas, truchas, bermejuelas y loinas. Industria: 2 ferrerías, un martinete y 9 molinos harineros. Población: 254 vecinos, 1106 almas. Riqueza imponible: 231 724 reales de vellón. El Presupuesto Municipal asciende a 26 630 reales y se cubre con 4000 reales producto de sus montes, 45 780 del de arbitrios y el resto por reparto vecinal. Tiene entre las villas y concejos voz y asiento por sí en las Juntas Generales de Guernica desde el año 1800, en que volvió a unirse al señorío, del que estaba separado desde 1740.
Pascual Madoz en Diccionario geográfico-estadístico-histórico de España y sus posesiones de Ultramar (1846-1850).

Durante esta época Zalla aparece fuera de la zona de utilización del vascuence, según el mapa elaborado por Louis Lucien Bonaparte en 1863. 
La Revolución industrial llegó a Zalla a finales del siglo XIX. Las ferrerías entraron en crisis y llegaron nuevas fábricas como Papelera Española, Fábrica de Papel de Fumar y la Sociedad Eléctrica Urrutia. La instalación de la Papelera Española posibilitó más que ninguna otra actividad el ascenso del municipio, pasando de ser un área rural a avanzar en su desarrollo urbano. En ese sentido, el área central de El Corrillo (hoy Mimétiz), en torno a la iglesia de San Miguel, se amplió con el nuevo área de Aranguren, donde se ubica la fábrica de papel y que fue lugar de residencia de muchos de sus trabajadores. Se produce un gran ascenso demográfico que se extiende a todo el siglo XX a través de la atracción de población primero de los municipios vecinos de Valmaseda, Güeñes y Gordejuela y después de otras provincias, fundamentalmente Álava, Burgos y Palencia. Este fenómeno fue posible gracias al Ferrocarril de La Robla, inaugurado en 1894.
En este siglo Zalla estuvo dominada primero por el carlismo hasta después de la tercera guerra carlista. Así lo demuestra la victoria electoral de los carlistas en las elecciones celebradas durante el Sexenio Democrático. Después son los partidos dinásticos los que ocupan el poder municipal hasta la crisis de la Restauración. Bien entrado el siglo XX hace aparición el nacionalismo vasco y en menor medida, el socialismo, entrando en dura competencia con la Liga Monárquica de Vizcaya. Las elecciones municipales de 1931, que provocaron la caída de la monarquía de Alfonso XIII, dieron la victoria al PNV en Zalla.
En los años de la Segunda República Española tenía como primera fuerza al PNV seguido del PSOE en las elecciones generales. Estuvo representada en la asamblea de Estella que redactó el Estatuto Vasco-Navarro. El resultado en esta localidad del plebiscito de 5 de noviembre de 1933 sobre el estatuto de Estella fue de 1780 a favor de un censo de 1871. Durante la guerra civil española quedó en zona republicana bajo el control del Gobierno de Euzkadi. El municipio cayó en manos de los rebeldes en junio de 1937, siendo tomada por las tropas requetés de la IV Brigada de Navarra, habiendo recibido bombardeos de la Legión Cóndor alemana, como el ocurrido el día 21 de junio de 1937 con un mínimo de veintidós víctimas del municipio de Zalla.
En la segunda mitad del siglo XX el municipio vive una expansión importante convirtiéndose en el primero de Las Encartaciones en cuanto a población. Se transformó paulatinamente en un municipio esencialmente residencial. Durante el último cuarto de siglo Zalla siempre ha estado gobernada por alcaldes del Partido Nacionalista Vasco. José Miguel Otxoa Peña fue el primer alcalde de la democracia que ostentó la makila, regidor de 1979 a 1987, bajo su mandato se impulsaron el polideportivo, la residencia o el encauzamiento del río. En 1987 y 1990 el PNV gobernó en coalición con el Partido Socialista de Euskadi y con Eusko Alkartasuna entre 2003 y 2007. En 1997, el asesinato de José María Aguirre Larraona, agente de la Ertzaintza, por parte de ETA, hizo que las cámaras de la prensa nacional pusieran sus objetivos en Zalla, ya que Aguirre era vecino del municipio. En 2011 el PNV fue desplazado de la alcaldía por Aralar. En 2019 el PNV recupera y vuelve a ser la lista más votada en el municipio de Zalla. Desde los años 80, como todo el valle del Cadagua, vive un creciente proceso de desindustrialización y decadencia económica. En 2020, el derrumbe del vertedero de Zaldibar sepultó al trabajador Joaquín Beltrán, vecino del municipio.

## Demografía
Zalla cuenta con una población de 8316 habitantes (INE 2024).
| Gráfica de evolución demográfica de Zalla entre 1842 y 2021                                                         |
| |
| Población de derecho según los censos de población del INE Población de hecho según los censos de población del INE |

Zalla ha vivido durante las últimas décadas una verdadera explosión demográfica. Ya durante todo el siglo XX el municipio ha experimentado una evolución ascendente (a excepción del periodo de Posguerra), recibiendo flujos inmigratorios a mediados de siglo de otras regiones españolas como el resto de Vizcaya. Sin embargo, desde los años 1980 ha atraído a multitud de habitantes provenientes del resto de la comarca y de la provincia dando lugar a un municipio esencialmente residencial.
| Posición | Localidad  | Población |
| -------- | ---------- | --------- |
| 1.ª      | Mimétiz    | 5443      |
| 2.ª      | Aranguren  | 1826      |
| 3.ª      | Sollano    | 591       |
| 4.ª      | La Herrera | 290       |
| 5.ª      | Ocharán    | 229       |
| Total    |            | 8379      |

## Economía
En el barrio de Aranguren se ubica el área industrial más importante conocida de forma genérica como «La Papelera», con algunas empresas del secotr papelero. El polígono industrial de Arechaga es otra zona donde se encuentran instalaciones industriales, al que hay que sumar el polígono de El Longar con el denominado centro de formación Enkarlan, la Inspección técnica de vehículos (ITV) y algunas otras empresas.

Desde el punto de vista comercial destaca el Centro Comercial del barrio de El Baular, donde se sitúan empresas como Eroski, etc. Tanto Mimétiz como Aranguren son zonas con pequeños comercios y establecimientos hosteleros donde se han instalado cadenas como Carrefour o Supermercados Día, así como entidades bancarias como BBVA, La Caixa, Banco Santander, Laboral Kutxa y BBK o empresas de comunicación como Movistar, Vodafone o Euskaltel. Hay que resaltar igualmente la importancia que ha tenido en la zona la fabricación y venta de muebles con centros importantes en Ocharán e Ibarra. El municipio cuenta con Oficina Municipal de Turismo, así como Oficina de información al consumidor (OMIC) en el centro de Mimétiz.

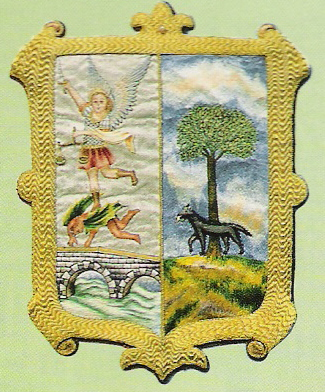
Escudo municipal de Zalla

## Símbolos

### Bandera
La bandera de Zalla es proporción 2:3, partida por dos franjas horizontales iguales, la superior blanca y la inferior azul celeste.

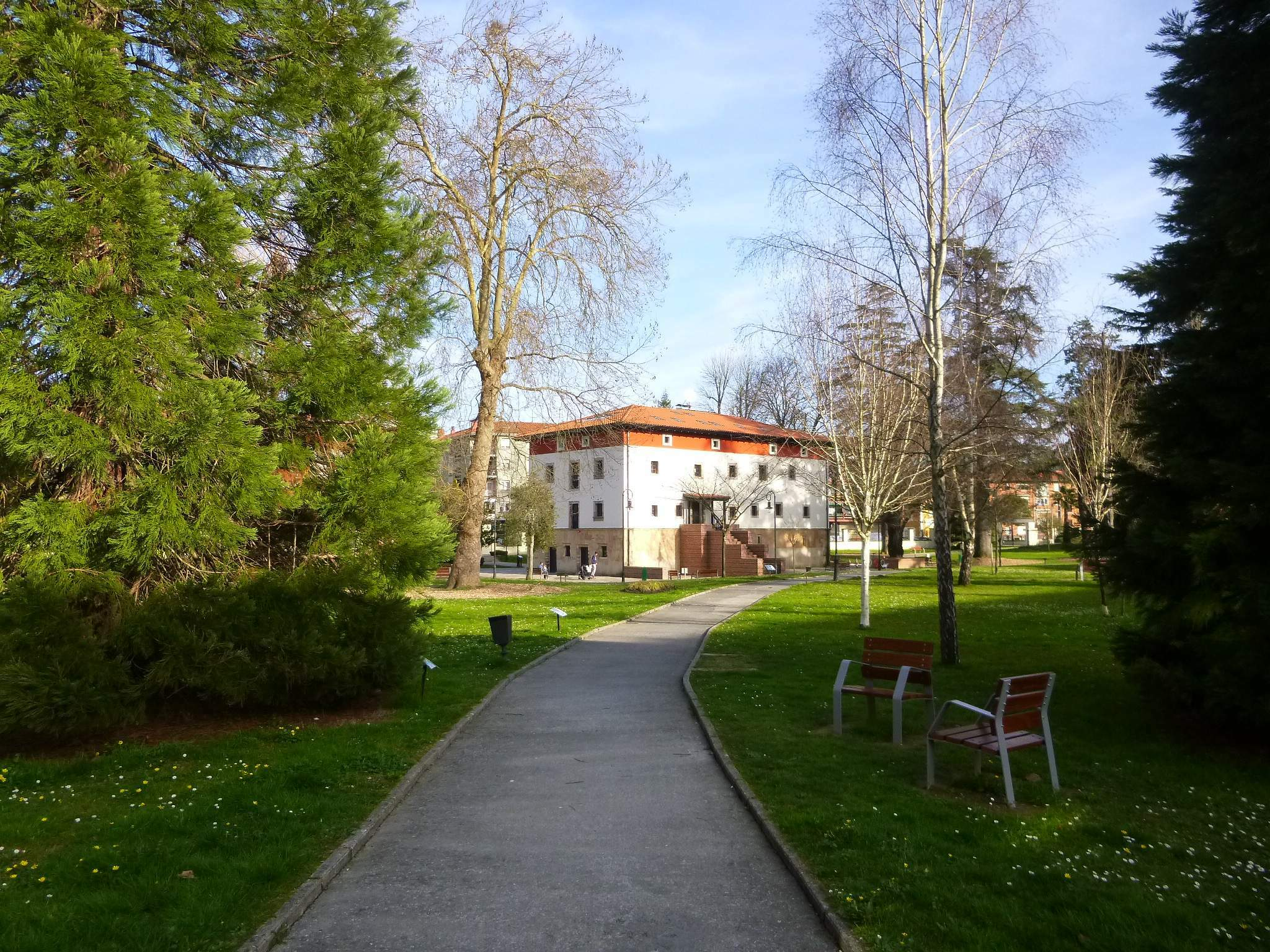
Palacio Murga, sede del Ayuntamiento de Zalla.

### Escudo
El escudo de Zalla es partido: 1.º con un puente de dos ojos sobre ondas de agua y sobre él San Miguel Arcángel con espada en la mano derecha y la balanza de la justicia en la izquierda en ademán de matar al dragón. Representa el río Cadagua y algún puente emblemático cuya identificación no está clara, y la advocación de San Miguel Arcángel, y 2.º con un árbol terrasado en oro con bellotas y un lobo pasante al tronco. El lobo es un animal que por lo que en general en heráldica suele representar a los guerreros medievales. Este símbolo hace referencia a la Edad Media y a las Guerras de Bandos de las que Zalla fue escenario constante.

## Administración y política
Hasta 2011 el PNV fue el partido más votado en Zalla desde 1979 y ostentó la alcaldía durante ese periodo. Sin embargo, en las Elecciones de 2011 se produjo un vuelco electoral, obteniendo la mayoría absoluta la candidatura de Aralar y resultando electo en la alcaldía su cabeza de lista, Javier Portillo Berasaluze. En las elecciones de 2015 el alcalde resultó reelegido por la agrupación Zalla Bai.
En 2019, el PNV vuelve a ser la lista más votada en Zalla. La formación jeltzale, liderada por Juanra Urkijo Etxeguren desbanca a Zalla Bai en la alcaldía desde 2011. En 2023 el PNV revalida su triunfo en Zalla. Zalla Bai queda como segunda fuerza y el PSE se queda sin representación.
| Periodo   | Nombre                      | Partido | Partido                                                      |
| --------- | --------------------------- | ------- | ------------------------------------------------------------ |
| 1979-1987 | José Miguel Otxoa Peña      |         | Euzko Alderdi Jeltzalea-Partido Nacionalista Vasco (EAJ-PNV) |
| 1987-1991 | José María Gómez Basaguren  |         | Euzko Alderdi Jeltzalea-Partido Nacionalista Vasco (EAJ-PNV) |
| 1991-2011 | Leandro Capetillo Larrinaga |         | Euzko Alderdi Jeltzalea-Partido Nacionalista Vasco (EAJ-PNV) |
| 2011-2015 | Javier Portillo Berasaluze  |         | Aralar                                                       |
| 2015-2019 | Javier Portillo Berasaluze  |         | Zalla Bai                                                    |
| 2019-2023 | Juanra Urkijo Etxeguren     |         | Euzko Alderdi Jeltzalea-Partido Nacionalista Vasco (EAJ-PNV) |
| 2023-act. | Unai Diago Santamarina      |         | Zalla Bai                                                    |

| Partido político | Partido político                                              | 2023   | 2019   | 2015   | 2011   | 2007   | 2003        | 1999   | 1995   | 1991   | 1987   | 1983   | 1979   |
| Partido político | Partido político                                              | Ediles | Ediles | Ediles | Ediles | Ediles | Ediles      | Ediles | Ediles | Ediles | Ediles | Ediles | Ediles |
|                  | Euzko Alderdi Jeltzalea-Partido Nacionalista Vasco (EAJ-PNV)  | 6      | 6      | 5      | 4      | 10     | 11          | 8      | 8      | 8      | 6      | 9      | 9      |
|                  | Zalla Bai                                                     | 6      | 5      | 7      | —      | —      | —           | —      | —      | —      | —      | —      | —      |
|                  | Partido Socialista de Euskadi-Euskadiko Ezkerra (PSE-EE PSOE) | 0      | 1      | 0      | 1      | 2      | 2           | 2      | 2      | 2      | 2      | 2      | 1      |
|                  | Euskal Herria Bildu (EH Bildu)-Bildu                          | 1      | 1      | 1      | 1      | —      | —           | —      | —      | —      | —      | —      | —      |
|                  | Partido Popular del País Vasco (PP)-Alianza Popular (AP)      | 0      | 0      | 0      | 0      | 0      | 0           | 1      | 1      | 0      | —      | 0      | —      |
|                  | Ezker Batua-Berdeak (EB-B)-Aralar                             | —      | —      | —      | 7      | 1      | 0           | 0      | 0      | —      | —      | 0      | —      |
|                  | Eusko Alkartasuna (EA)                                        | —      | —      | —      | —      | 0      | PNV         | 1      | 1      | 2      | 3      | —      | —      |
|                  | Herri Batasuna (HB)-Euskal Herritarrok (EH)                   | —      | —      | —      | —      | —      | Ilegalizado | 1      | 1      | 1      | 2      | 1      | 3      |
|                  | Alternativa Verde de Zalla                                    | —      | —      | —      | —      | —      | —           | —      | —      | —      | —      | 1      | —      |
|                  | Unión de Centro Democrático (UCD)                             | —      | —      | —      | —      | —      | —           | —      | —      | —      | —      | —      | 1      |

## Servicios

### Instituciones
La Casa Consistorial (Palacio Murga) se sitúa en el centro de Mimétiz en la villa del Ayuntamiento, un parque público. Es un palacio del XVII construido a partir de la anterior casa-torre de la familia Murga, una rama de los Salcedo. Cerca, al lado de la iglesia de San Miguel, se ubica el Juzgado de Paz y el archivo municipal. En el mismo edificio se encuentra la oficina de la Policía municipal. En Aranguren se encuentra la sede de la Mancomunidad de Las Encartaciones.
Zalla cuenta con dos oficinas de Correos, una en el barrio de Artebizkarra (Mimétiz) y la otra en el barrio de La Inmaculada (Aranguren). En el barrio de Arzabe se encuentra la base comarcal de bomberos de la Diputación Foral de Vizcaya.

### Educación
En el sector de la educación, el municipio tiene un centro público de enseñanza primaria dependiente del Gobierno vasco llamado «Colegio Público Mimétiz». También dispone de otro instituto de Enseñanza Secundaria público gestionado por el Gobierno vasco llamado «IES Zalla». Ambos centros se ubican en el mismo centro de Mimétiz, en la plaza de Euskadi. La guardería municipal se ubica en Aranguren, así como la Escuela Oficial de Idiomas establecida por el Gobierno vasco, y el centro de formación KZgunea se trasladó de Aranguren al polígono El Longar en Zalla en 2016.
Aparte de los centros públicos, también el barrio de San Pedro está el colegio concertado «Maristas San Miguel», que se dedica a la enseñanza infantil, primaria y secundaria. También dispone de un Centro de Iniciación Profesional (CIP). Este centro fue fundado en 1904 por las Madres Irlandesas y regido por esta orden hasta 1994. Por ello, esta congregación tiene dedicada una plaza junto a la iglesia de San Miguel, en gratitud a la labor educativa realizada.
Zalla tiene dos euskaltegis, academias de enseñanza del euskera. El centro municipal que pertenece al servicio HABE del Gobierno vasco y el centro privado AEK se encuentran en el mismo edificio del barrio de Lusa. También en ese edificio está la Escuela de Adultos (EPA).

### Sanidad
El centro de alta resolución de Zalla de Osakidetza se ubica en el barrio de El Carmen de Mimétiz. Es el centro de referencia para la mayoría de servicios en la comarca de Las Encartaciones. Ofrece medicina general, pediatría, enfermería, obstetricia, Área de Atención al Cliente (AAC), Odontología, Atención continuada, P.A.C. (Punto de atención continuada), apoyo especializado y docencia, así como algunas especialidades.
Al centro de salud se debe sumar el consultorio de Aranguren, que ofrece medicina general. También en Zalla se ubica el Centro comarcal de rehabilitación de Osakidetza en Las Encartaciones, así como el Centro Subcomarcal de Salud Pública de Las Encartaciones de Osakidetza.
En el barrio de Sollano se encuentra la sede de la Cruz Roja de Las Encartaciones.

### Asuntos sociales
La oficina del Sistema Nacional de Empleo (Servicio Público de Empleo Estatal -SEPE- y Servicio Vasco de Empleo -Lanbide-) de la comarca de Las Encartaciones se ubica en Mimétiz, en el barrio de Lusa. Cerca se encuentra la residencia de ancianos municipal llamada «Zallako Eguzki» y además el municipio cuenta con dos centros para jubilados, uno en Mimétiz y otro en Aranguren y un centro de día de la Diputación. En el barrio de Sollano también se sitúa una residencia privada. 
Zalla también cuenta con un centro de recursos para jóvenes en el mismo edificio que el juzgado de paz y en el barrio de Lusa se encuentra una residencia para discapacitados.

### Transporte

#### Ferrocarril
Zalla es el pueblo del País Vasco con más pasos a nivel. El municipio está atravesado por 35 pasos a nivel de diferente naturaleza. En 2013 el alcalde Javier Portillo Berasaluze de Zalla Bai (Plan de accesibilidad) crea nuevos pasos a nivel, el de Avd Hermanos Maristas, donde una joven de 17 años murió en 2022 tras ser arrollada por el tren. El Alcalde Juanra Urkijo del PNV firmó el 14 de julio la supresión de 22 pasos a nivel en todo el municipio. Las líneas de ferrocarril que atraviesan Zalla están gestionadas por Renfe, antes FEVE, desde el Ministerio de Fomento de España. Las líneas de Renfe atraviesan todo el municipio de este a oeste desde Güeñes hasta Valmaseda por medio del casco urbano. Según se viene de Bilbao, la primera estación en el municipio es la de Aranguren a la altura de La Papelera, donde existe una playa para el cambio de vagones y el desvío de la línea hacia Santander. La siguiente parada es el apeadero de Aranguren en el centro urbano del barrio. La estación de Zalla, que es la siguiente parada en dirección a Valmaseda, se encuentra en el centro de Mimétiz, junto al barrio de El Carmen. Las demás paradas son apeaderos previos a la estación de Valmaseda. La línea Bilbao-Valmaseda es de cercanías y tiene una frecuencia de media hora entre cada servicio, uniendo Valmaseda con la Estación de Bilbao-Concordia en el centro de Bilbao. Desde Zalla la duración del trayecto es aproximadamente de 40 minutos si el tren se detiene en todas las paradas.
| - Estaciones y apeaderos de Zalla: - Estación de Aranguren - Apeadero de Aranguren - Zalla - Colegio - Ibarra - Bolumburu (inactiva) - La Herrera - Mimétiz |  | - Líneas que pasan por Zalla: - Bilbao-Concordia - Valmaseda (cercanías) - Santander - Bilbao-Concordia - Bilbao-Concordia - Carranza - León - Bilbao-Concordia - Transcantábrico - Ferrocarril de La Robla |

#### Bizkaibus
El servicio de Bizkaibus es el sistema de autobuses interurbanos de la Diputación Foral de Vizcaya. Por Zalla discurren tres líneas que unen el municipio con el resto de Las Encartaciones y el Gran Bilbao. La línea que va a Lanestosa permite unir Zalla con los municipios del oeste de Las Encartaciones, mientras que la línea que va a Santurce permite conectar con Sopuerta, Musques y la Margen Izquierda del Nervión. Las líneas a Bilbao y Cruces hacen un servicio a través de los pueblos situados junto al cauce del Cadagua hasta la estación de Termibus en la capital. La primera sólo llega a pueblos encartados y luego avanza por la autovía, mientras la segunda sigue por Alonsótegui.
- A0651 - Bilbao - Valmaseda
- A3334 - Santurce - Valmaseda
- A0652 - Valmaseda - Lanestosa
- A0654 - Valmaseda - Cruces - UPV/EHU

#### Carretera
La principal vía de acceso desde Bilbao o Burgos es la BI-636, autovía también conocida como «El Corredor del Cadagua» que atraviesa el municipio conectando con Bilbao, la Autopista del Cantábrico y el resto del Vizcaya. Desde Burgos esta carretera es la CL-629.
La principal carretera desde Carranza es la BI-630 que atraviesa el Valle de Villaverde y Arcentales y que también se puede utilizar en conexión a Cantabria. Las carreteras desde Sopuerta a través de Ocharan son las BI-2701 y BI-602 por las cuales se puede acceder a Musques y la Margen Izquierda, así como a la Autopista del Cantábrico. Desde Güeñes se accede a Aranguren a través de la BI-3631. Con Gordejuela se conecta a través de la BI-3621 lo que permite también llegar a las localidades alavesas de Arceniega, Llodio o Amurrio.

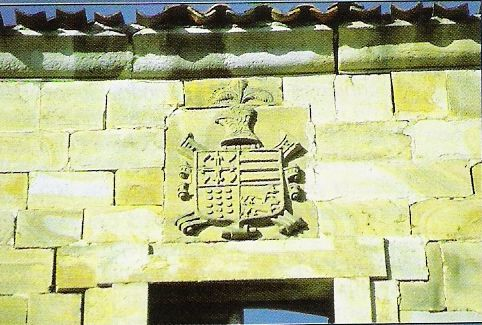
Detalle de la fachada del palacio Urrutia en Zalla

## Cultura

### Patrimonio

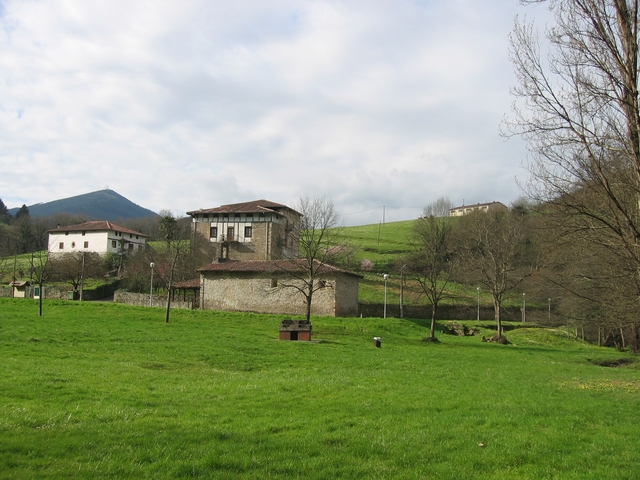
Casa-torre de Bolumburu y ermita de Santa Ana en Zalla

Entre los referentes monumentales del municipio se encuentran diversas edificaciones de diferentes épocas. La infraestructura más antigua está en el cerro de Bolumburu, un poblado amurallado de la Edad del Hierro. En Ocharan también fue hallado un miliario dedicado al emperador romano Maximino el Tracio datado en el siglo III y que servía de guía en la calzada romana que se dirigía a la antigua Flaviobriga (Castro Urdiales) y que atravesaba el municipio.
La notable importancia de Zalla en el contexto medieval de las Guerras de bandos hizo que contase con al menos 22 casas-torre pertenecientes a familias nobles de la época (Bolumburu, Terreros, Maruri, Llantada, Gobeo, Basualdo y Mendieta), de las que algunas se conservan en pie. Aunque su finalidad era la militar y en origen contaban con almenas, en el reinado de los Reyes Católicos fueron desmochadas y techadas.
De finales de la Edad Media también existen las ruinas del Castillo de la Piedra del siglo XIV, situado en el término municipal de Zalla pero desde el cual se divisa toda la villa de Valmaseda. Se conservó hasta el siglo XIX, cuando fue volado y prácticamente destruido en la primera guerra carlista dado que fue usado como polvorín.
En el área recreativa de Bolumburu se conserva un conjunto monumental interesante que incluye la casa-torre, la ermita de Santa Ana y la antigua ferrería junto al río, todos ellos de finales de la Edad Media. Más recientes son los palacios esparcidos por el territorio del municipio. Los más antiguos son los palacios barrócos, como el conjunto monumental de la familia Urrutia en La Mella (La Herrera) o el palacio Mendia, en el mismo centro de Mimétiz, ambos datados en el siglo XVIII. También existen otros palacios de familias de indianos que volvieron de América con riquezas y construyeron palacios en su localidad de origen. Se cuentan palacios de diversas familias: Murga, Mendia, Serrano, Urrutia, Montellano, Galarza, Recalde Santibáñez y San Cristóbal. Esta última, la casa palacio de San Cristóbal, también conocida como Casa Pinta, fue construida en el siglo XVIII, pero en el siglo XXI ha sido profundamente remodelada. Conserva elementos exteriores como el escudo, pero se ha remodelado con criterios de eficiencia energética, que le han valido el tercer puesto en los premios ¨Edificios Urbanos Sostenibles 2013¨

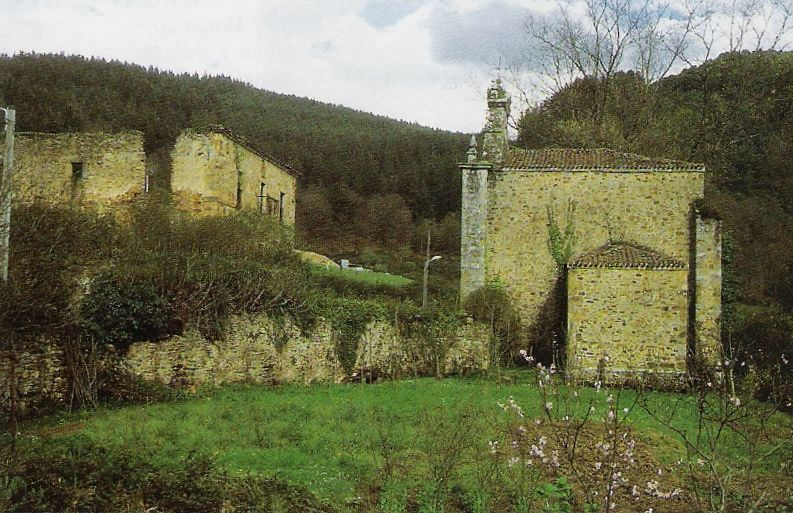
Ermita de San Antonio de la Mella y delante el Palacio Urrutia en Zalla

De los centros religiosos cabe destacar las cuatro parroquias: San Miguel, La Inmaculada, Santa Isabel y Santiago. La iglesia de San Miguel es la parroquia matriz y posee una torre del siglo XVIII. La iglesia de Santiago en Ocharan fue consagrada en 1524, pero el edificio actual es de principios del siglo XIX. la iglesia de Santa Isabel de La Herrera fue consagrada en 1520, pero a causa de que amenazaba ruina, fue reedificada en estilo neoclásico. La iglesia de la Inmaculada de Aranguren es de mediados del siglo XX. Zalla también dispone de multitud de ermitas de diferentes épocas como la de San Pantaleón, Santa Ana, San Antonio de la Mella, La Magdalena, San Pedro de Zariquete, San Isidro de Zoquita, San Antonio del Longar, La Flor, Nuestra Señora de Guadalupe y Nuestra Señora del Carmen.

### Espacios
El cine-teatro municipal es el complejo cultural más importante del municipio, donde se exhiben los fines de semana películas de cine, teatro o conciertos. El segundo centro es la Casa de la Cultura ubicada en la plaza de Euskadi en el centro de Mimétiz. Cuenta con la biblioteca municipal y salón de usos múltiples. En los barrios también existen centros socioculturales en San Pedro, La Herrera, Ocharán, Sollano y Aranguren. En 2022 se creó La Guata, un centro creativo cultural en Aranguren (Zallako Artisten Guneaa) que cogerá a artistas locales y comarcales.

### Cultura popular

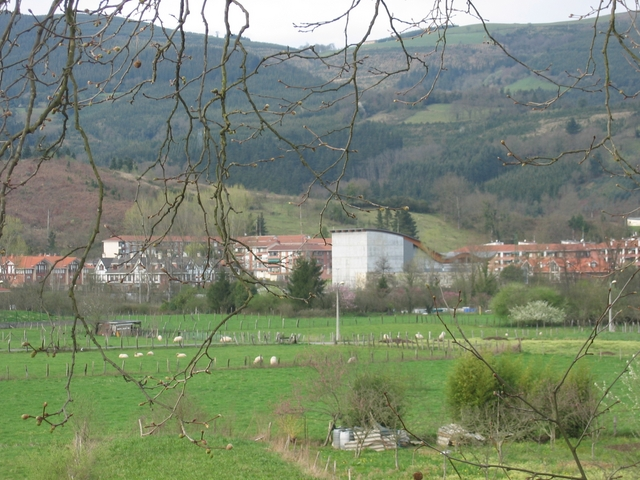
Barrio de Artebizkarra y cine-teatro de Zalla

El pueblo zallense es conocido por su cultura popular y sobre todo por su mitología. En Zalla estuvieron muy extendidas las supersticiones y creencias en malignos seres sobrenaturales, hechiceros y en la brujería. La ermita de San Pedro Zariquete fue centro de peregrinación contra el mal de ojo y de este fenómeno forma parte también la leyenda sobre la bruja Lucía de Aretxaga, símbolo del pueblo. De aquí, que los foráneos terminaran por denominar a los zallenses como brujos.
- Lucía de Aretxaga, según la leyenda, Lucía o Mari era una anciana que vivía en el barrio de Aretxaga famosa por sus artes adivinatorias y curativas y por ser cuidadora de la ermita de San Pantaleón. Un vinatero navarro, que había escuchado esa fama, acudió a Zalla para saber donde se hallaba el anillo matrimonial perdido de su esposa, ya que tenía sospechas de adulterio. Lucía les invitó a su casa y, mientras ellos dormían, invocó al demonio. Satanás le dijo a la bruja que el anillo estaba al fondo de una cuba de vino, pero que Lucía debía decirle al navarro que su esposa le había regalado el anillo a su amante. En una esquina, sin embargo, el criado del vinatero estaba escondido presenciando la escena, Lucía lo descubrió pero él simuló dormir. Lucía le echó cera caliente en los ojos para ver si dormía de verdad, pero el criado ni se inmutó. A la mañana siguiente, el vinatero preguntó a Lucía sobre el anillo. Ante la respuesta de la bruja, el marido partió encolerizado hacia Navarra para dar un escarmiento a su esposa y a su amante, dejando a su criado en Zalla. Cuando el criado despertó, intento alcanzar a su amo, cosa que consiguió advirtiéndole del asunto. Miraron las cubas de vino y hallaron el anillo. El vinatero advirtió inmediatamente a la Inquisición, que juzgó y quemó en la hoguera a Lucía en la campa de San Pantaleón. En realidad, Lucía fue una pobre mujer que vivía de la caridad y en una noche fría decidió dormir en un horno de pan, alguien lo encendió y murió calcinada.
- Aquelarre en Oreña, se dice que en el barrio de Oreña fue secuestrado por las brujas un vecino del barrio de Chávarri, y allí se dedicó, en estado de trance, a bailar y saltar con las brujas hasta que, fatigado, le hicieron beber en un vaso de oro. En ese momento el hombre se santiguó y las brujas desaparecieron.

- Manuel de Ahedo "El Fuerte de Ocharán", hombre famoso por su fuerza sobrenatural a principios del siglo XIX.
- Pedro Sardinita: Pícaro, vagabundo, vago y bebedor, pero ingenioso. Vivió después de la guerra civil española.
- Cascajo: Sacristán de la iglesia de San Miguel, conocido por sus excentricidades.
- San Pantaleón, dicen que se le quita el dolor de cabeza a todo aquel que se ponga el sombrero que porta la figura del santo en la ermita de Sollano.
- San Pedro Zarikete, de esta ermita se ha escrito mucho acerca de su fama contra el “mal de ojo” y contra los demonios. Por ella pasaban al año miles de devotos que se creían poseídos por los espíritus malignos en busca del exorcismo correspondiente. El rito consistía en acudir a la ermita el día del santo por un camino (mientras echaban puñados de sal), y regresar por el otro, con el objeto de que los malos espíritus no entrasen de nuevo en la persona desembrujada.[37]

Entre la música popular destacan composiciones como El Tilo y Las Tabernas de Zalla de Antonio Capetillo, Zarikete de Alberto Otxoa, Zalla de Felipe Beraza y danzas folclóricas como la Danza de San Pedro Zariquete, con música de Ruperto Iruarrizaga y coreografía de Ramón Bañuelos y Jon Pertika, danza dedicada a los rituales de desembrujamiento de Zalla.
Como curiosidad hay que destacar que uno de los barrios de Zalla lleva el nombre azteca de Tepeyac debido a que en ese lugar se asentó una casa de indianos (ya derribada) retornados de México. De esa casa únicamente queda la ermita a Nuestra Señora de Guadalupe.

### Fiestas y eventos

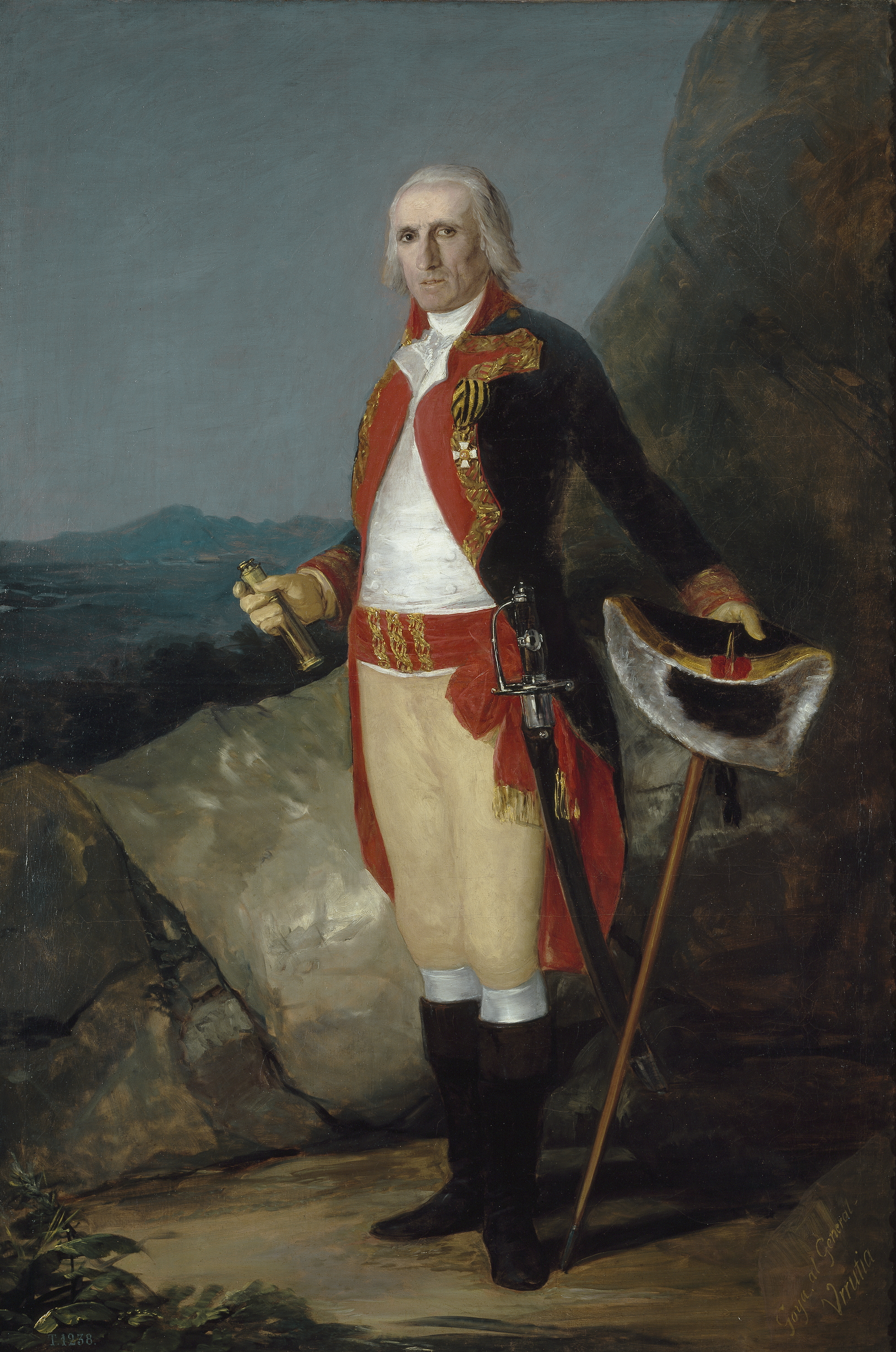
José de Urrutia y de las Casas, natural de Zalla, por Francisco de Goya

| Festividad                                       | Lugar                   | Fecha                                        |
| ------------------------------------------------ | ----------------------- | -------------------------------------------- |
| Parque Infantil de Navidad                       | Polideportivo municipal | 2, 3 y 4 de enero                            |
| Cabalgata de Reyes Magos                         | Aranguren               | 5 de enero                                   |
| San Antonio Abad                                 | La Magdalena            | 17 de enero                                  |
| Día del Chacolí                                  | Mimétiz                 | 8 de marzo                                   |
| Carnaval                                         | Mimétiz                 | Febrero-marzo                                |
| Jornadas de Ocio Lúdico Ómicron                  | Polideportivo municipal | Semana Santa                                 |
| San Isidro                                       | Zoquita                 | 15 de mayo                                   |
| Muestra de Bandas de música                      | Cine-teatro             | Mayo                                         |
| Fiesta de la Flor                                | Otxaran                 | Último domingo de mayo                       |
| San Juan                                         | Aranguren               | 24 de junio                                  |
| Santa Isabel                                     | La Herrera              | 2 de julio                                   |
| Nuestra Señora del Carmen                        | El Carmen               | 16 de julio                                  |
| Santa María Magdalena                            | La Magdalena            | 22 de julio                                  |
| Santiago Apóstol                                 | Otxaran                 | 25 de julio                                  |
| Santa Ana                                        | Bolumburu               | 26 de julio                                  |
| San Pantaleón                                    | Sollano                 | 27 de julio                                  |
| San Pedro Ad vincula                             | San Pedro Zariquete     | 1 de agosto                                  |
| San Miguel Arcángel y Nuestra Señora del Rosario | Mimétiz                 | 29 de septiembre - 7 de octubre              |
| Día de Gangas                                    | Mimétiz                 | Lunes siguiente al primer domingo de octubre |
| Semana Musical                                   | Cine-teatro             | Noviembre                                    |
| EnkarZine                                        | Cine-teatro             | Noviembre                                    |
| Cabalgata de Olentzero                           | Mimétiz                 | 24 de diciembre                              |
| Mercadillo                                       | Mimétiz                 | Cada miércoles                               |

### Deporte
Dentro de los deportes destaca el polideportivo municipal, que cuenta con piscina interior y exterior, cancha interior de baloncesto y balonmano (donde juegan la Sociedad Deportiva Bidegintza de baloncesto y el Kadagua Eskubaloia de balonmano), cancha de pádel, gimnasio, sauna, un campo de fútbol de hierba artificial y el campo de Landaberri donde juega el Zalla Unión Club. En Aranguren se encuentra el campo de fútbol de San Juan, donde juega el Atlético Aranguren y un skate park, espacio para patinetes ubicado en la plaza Euskadi de Zalla, con parques biosaludables en La Inmaculada de Aranguren y el núcleo de Mimetiz de Zalla.
El municipio cuenta con tres frontones para diversos deportes, entre ellos el juego de la pelota vasca entre otros muchos. El Frontón de Mimétiz acoge campeonatos oficiales, como La Jaula, Campeonato de Euskadi del Cuatro y Medio, mientras que el frontón de Aranguren y el de Ocharán son menores.